# Институт геологии и разработки горючих ископаемых
Институт геологии и разработки горючих ископаемых (АО ИГиРГИ) — научно-исследовательский и проектный институт в составе корпоративного научно-проектного комплекса ПАО «НК Роснефть», ведущий работу по разведке нефтяных и газовых месторождений, осуществляет деятельность в области геологии и проектирования разработки месторождений, геологического сопровождения бурения скважин. Офис института расположен в Москве.
Современное наименование — Акционерное общество «Институт геологии и разработки горючих ископаемых» (АО «ИГиРГИ»).
В 2025 году в организации работает 312 человек, из них один доктор наук и 27 кандидатов наук.

## Деятельность
Основные направления деятельности:

Здание АО «ИГиРГИ» в Москве

Геологическое сопровождение бурения скважин:
- Геонавигация;
- Интерпретация данных ГИС и ГТИ при бурении;
- Геомеханическое моделирование;
- Сейсмогеологический анализ при бурении;
- Оперативный контроль качества и коррекции инклинометрических замеров в процессе бурения;
- Оперативная интерпретация данных аппаратурных комплексов многозондового индукционного каротажа в процессе бурения;
- Геолого-технологическое и петрофизическое сопровождение бурения скважин

Региональная геология и геолого-разведочные работы:
- Региональная оценка перспектив нефтегазоносности;
- Анализ подтверждения ресурсной базы Компании;
- Оценка и анализ перспектив неантиклинальных ловушек;
- Мониторинг ресурсной базы нераспределенного фонда;
- Экспертно-методическое сопровождение проектов по обработке и интерпретации сейсмических данных;
- Экспертно-методическое сопровождение проектов геологического изучения недр;
- Подготовка стратегий формирования и освоения минерально-сырьевой базы;
- Бассейновое моделирование;
- Седиментационное моделирование;
- Структурно-кинематическое моделирование;
- Создание и ведение интерактивных баз данных геолого-геофизических материалов

Геология и разработка:
- Проектирование и мониторинг разработки месторождений;
- Оценка ресурсов и подсчет запасов УВ;
- 1D/2D/3D геолого-гидродинамическое моделирование;
- Технико-экономическая оценка активов УВ (в том числе M&A);
- Сопровождение газовых проектов

Научно-исследовательская деятельность и инновационные разработки:
- Исследование подходов к прогнозированию открытой трещиноватости на основе структурно-кинематического, тектонофизического и геомеханического моделирования;
- Создание технологии оптимизации трещинно-кавернозных коллекторов с газовой шапкой и подстилающей водой;
- Разработка собственного профильного узкоспециализированного программного обеспечения;
- Широкомасштабное внедрение цифровых технологий

За годы существования института были разработаны десятки отраслевых нормативно-методических документов в области геологии и разработки месторождений. В частности при активном участии института был создан действующий в настоящее время «Регламент по созданию постоянно действующих геолого-технологических моделей нефтяных и газонефтяных месторождений»
Институт с 1968 года издавал сборники трудов в области проблем нефтяной геологии и геологоразведочных работ на нефть и газ (в том числе происхождение и миграция углеводородов, закономерности пространственного размещения и условия формирования месторождений нефти и газа, научное обоснование направлений геологоразведочных работ, прогноз развития сырьевой базы отрасли и др.), также осуществляется издательство книг в области палеонтологии, стратиграфии, нефтегазоносности и прочее.
В настоящее время ИГиРГИ - это современный многофункциональный центр научно-технических и научно-методических исследований и разработок, является специализированным институтом по геологическому сопровождению бурения скважин.

## История
Институт геологии и разработки горючих ископаемых (ИГиРГИ) отметил 90-летний юбилей. За эти годы в Институте накоплен колоссальный опыт в изучении нефтегазовой геологии и геофизики. Выполнены фундаментальные научные исследования в области происхождения углеводородов, их миграции, закономерностей формирования и размещения крупных скоплений нефти и газа в земной коре. Институт внес крупный вклад в становление и развитие нефтегазовой геологии и геологоразведочных работ, в интенсификацию добычи нефти и газа СССР и Российской Федерации.
В 1934 году на заседании Президиума Академии наук СССР был выделен Институт горючих ископаемых, начался активный и плодотворный труд научных сотрудников.
За 90-летнюю историю Института огромное количество талантливых ученых смогло проявить себя, совершив открытия и защитив научные диссертации.

С именами академиков АН СССР И.М. Губкина, С. И. Миронова, академика АН Азербайджанской ССР М. М. Алиева, членов-корреспондентов АН СССР М.Ф. Мирчинка, М.И. Варенцова, М.А. Капелюшникова, С.Ф. Федорова, К.Р. Чепикова, профессоров П.П. Авдусина, В.П. Батурина, Л.А. Гуляевой, В А. Соколова, В.А. Сулина, Г.И. Теодоровича связано становление и разработка в Институте фундаментальных проблем происхождения нефти, формирования и размещения нефтяных месторождений, тектоники нефтегазоносных областей, геохимии вод и пород, палеогеографии, миграции нефти и газа. Организатором и первым директором ИГиРГИ был выдающийся советский ученый академик Иван Михайлович Губкин. Его плодотворные идеи получили дальнейшее развитие в трудах научных сотрудников Института.

В 30-е годы сформировались отечественные школы специалистов по физикохимии нефтяного пласта, палеогеографии, литологии коллекторов, геохимии вод и пород нефтяных месторождений. Основателями этих школ были ученые Института — П.П. Авдусин, В.П. Батурин, В.А. Соколов, В.А. Сулин.

В годы Великой Отечественной войны исследования сотрудников ИГиРГИ были сконцентрированы на оценке нефтегазоносности Урало-Поволжья. С момента открытия Туймазинского нефтяного месторождения, закартированного К. Р. Чепиковым, начинается новый этап в освоении ресурсов этого региона и нефтяной промышленности страны. Много сил и знаний в изучение тектоники и нефтегазоносности Урало-Поволжья вложили ведущие ученые Института, в особенности М.Ф. Мирчинк, К.Р. Чепиков, С.Ф. Федоров, М.И. Варенцов, А.Н. Мустафинов, Г.И. Теодорович.
В послевоенные годы Институт проводит комплексные геологические экспедиционные исследования, сыгравшие положительную роль в расширении сырьевой базы нефтегазодобычи в Предкавказье, Закавказье, Урало-Поволжье, а также в оценке перспектив нефтегазоносности Западной и Восточной Сибири.

В 50–70-е годы резко увеличиваются объемы поисково-разведочных работ на нефть и газ. Обычное качественное разделение территорий на «перспективные» и «малоперспективные» перестает удовлетворять нужды практики, поскольку не обеспечивает высокую достоверность выбора районов с наибольшей концентрацией неразведанных ресурсов. С этого периода Институт разрабатывает народнохозяйственное задание по количественной оценке перспектив нефтегазоносности территории СССР, научному обоснованию наиболее эффективных направлений поисков и разведки. Теоретические исследования в ИГиРГИ становятся базой для решения научно-прикладных проблем. В этом велика заслуга члена-корреспондента АН СССР, дважды лауреата Государственной премии СССР М.Ф. Мирчинка, талантливого организатора, крупного ученого-нефтяника, директора ИГиРГИ с 1958 по 1970 г. Такой подход плодотворно сказался на результатах научных исследований. 
В 80-е годы ИГиРГИ внедрено в производство более 500 научных разработок, экономический эффект исчисляется десятками миллионов рублей.

Среди ученых ИГиРГИ, чей вклад высоко отмечен правительством Советского Союза, Герои Социалистического Труда С.А. Христианович, А.Н. Мустафинов, лауреаты Ленинской премии А.П. Крылов, В.В. Денисевич, лауреаты Государственной премии С.А. Христианович (трижды), М.Ф. Мирчинк (дважды), А.Н. Мустафинов (дважды), С.Ф. Федоров (дважды), А.П. Крылов, В.П. Батурин, О.К. Глотов, Т.М. Золоев, А.Г. Алексин, К.Р. Чепиков, Г.И. Теодорович, Н.И. Титков, В.А. Соколов, И.И. Кожевников, В.А. Клубов. Многие сотрудники награждены орденами и медалями.

Одно из ярких имен в истории научной деятельности Института — Константин Романович Чепиков (1900–1989). Последователь трудов Губкина, он внес огромный вклад в организацию и геологические исследования на Восточно-Сибирской платформе. Для оценки перспектив нефтегазоносности лабораторией под руководством К.Р. Чепикова проводились литологические исследования, были составлены региональные карты.
Спустя годы научные достижения и исследования продолжит Ирина Константиновна Чепикова, дочь ученого. Она на сегодняшний день является одним из почетных и старейших сотрудников ИГиРГИ. И. К. Чепикова трудится с 1959 года, ее усилиями создано 50 научных трудов, около 70 отчетов, она принимала участие в многочисленных экспедициях и командировках.
ИГиРГИ являлся головной организацией в области геологии нефти и геологоразведочных работ Министерства нефтяной промышленности и единственным институтом геологии нефти при Академии наук СССР.
Институт имел Волжское отделение (г. Куйбышев, 1969 г.), Киевский отдел (г. Киев, 1976 г.), секторы по оперативной обработке геологических материалов по Средней Азии и Казахстану (г. Шевченко, 1971), Северному Кавказу (пос. Иноземцево, 1974 г.), Западной Сибири (г. Тюмень, 1981 г.).
При ИГиРГИ функционировали научные советы Академии наук СССР по проблемам геологии и геохимии нефти и газа (председатель — академик А.А. Трофимук) и по проблемам разработки нефтяных месторождений (председатель — академик М.Т. Аббасов).
Научные исследования Института были направлены на комплексное изучение генезиса, закономерностей формирования и размещения нефтяных и газовых месторождений. Большое практическое значение имели научно-прикладные исследования: анализ сырьевой базы отрасли, обоснование направлений и составление комплексных проектов геологоразведочных работ на нефть и газ, разработка и совершенствование методов поисков месторождений.

С середины 1980-х годов начались непростые события — распад СССР, экономический кризис. Учёным пришлось всерьёз принять во внимание ситуацию и приложить все усилия, чтобы не допустить снижения объёмов добычи нефти и полезных ископаемых. 
В 1998–2000 гг. продолжаются исследования, выстраивается перспектива развития до 2030 г. Помимо этого возрастает количество исследований по договорам с отдельными компаниями — такими как Лукойл, Газпром, Роснефть, Сургутнефтегаз и другими.
Современная история использует новые направления, создает вычислительный центр и организует обработку сейсморазведочных материалов.
В 2016 году происходит интеграция ИГиРГИ в научно-проектный комплекс Нефтяной компании «Роснефть».
Активно развивается направление специализации по геологическому сопровождению бурения. Работа специалистов осуществляется в режиме 24/7, что подтверждает высокую продуктивность, точнейшую аналитику и совершенный уровень квалификации научных сотрудников.
Поражает своей мощью история компании. Сохранены исторические документы СССР, которые доказывают плодотворную и качественную работу ученых и специалистов.
Непростым испытанием для научных сотрудников стало введение самоизоляции в период пандемии COVID-19. Компания оперативно приняла меры, удалось сохранить объемы работ, избежать финансовых потерь и сокращения персонала.
В наши дни компания растет, объемы работ увеличиваются, профессиональный уровень подготовки набирает обороты.
В настоящее время ИГиРГИ является современным многофункциональным центром научно-технического и научно-методического исследования в составе научно-проектного комплекса компании «Роснефть». Ведущие направления специализации: Управление геологического сопровождения бурения скважин (УГСБС), Управление региональной геологии и геологоразведочных работ (УРГиГРР), Управление геологии и разработки (УГиР).

## Руководители института
| ФИО                         | Начало полномочий | Окончание полномочий | Дополнительная информация |
| --------------------------- | ----------------- | -------------------- | --- |
| Смышляев Ярослав Николаевич | 2020 год          | по настоящее время   | |
| Бибик Анатолий Николаевич   | 2017 год          | 2020 год             | осуществил интеграцию института в ПАО «НК Роснефть» |
| Барков Сергей Львович       | 2006 год          | 2017 год             | Доктор геолого-минералогических наук, почетный нефтяник РФ. Почетный работник газовой промышленности |
| Грунис Евгений Борисович    | 2000 год          | 2006 год             | Доктор геолого-минералогических наук, профессор, академик РАЕН, При его непосредственном участии и по его рекомендациям открыто более 50 месторождений в Волго-Уральской и Тимано-Печорской НГП, он является автором более 400 публикаций, более 20 патентов и свидетельств на изобретение. |
| Григорьев Михаил Николаевич | 1997 год          | 2000 год             | Академик РАЕН, кандидат геолого-минералогических наук. Во время работы в институте совместно с научным коллективом осуществлял крупные проекты по разработке системы региональных моделей нефтегазоносных провинций России с целью создания комплексного научного обобщения и систематизации обширных массивов разнообразных геологических, геохимических, гидрогеологических и других данных по перспективным нефтегазоносным комплексам. Автор более 300 статей в международных и отечественных изданиях. |
| Крылов Николай Алексеевич   | 1980 год          | 1997 год             | Доктор геолого-минералогических наук (1969), профессор (1976). Автор и соавтор более 200 научных трудов, в том числе монографий. Заслуженный деятель науки РФ (1994), дважды лауреат премии имени академика И. М. Губкина (1987, 1995), награжден орденами «Знак Почета» (1974), Трудового Красного Знамени, медалями, званием: «Почетный нефтяник» (1984), «Первооткрыватель месторождения» — за открытие Шатлыкского газового (1985) и Тенгизского нефтяного (1988) месторождений.                        |
| Ерёменко Николай Андреевич  | 1970 год          | 1980 год             | Учёный, доктор геолого-минералогических наук, заслуженный деятель нефтяной и газовой промышленности СССР. |
| Мирчинк Михаил Фёдорович    | 1958 год          | 1970 год             | Советский геолог, член-корреспондент АН СССР (1953), дважды Лауреат Государственной премии СССР. |
| Титков Николай Иосафович    | 1951 год          | 1958 год             | Советский экономист, профессор, доктор экономических наук, лауреат Сталинской премии (1946). Специалист в области нефтяной промышленности. |
| Намёткин Сергей Семёнович   | 1939 год          | 1950 год             | Российский и советский химик-органик. Академик АН СССР. Лауреат двух Сталинских премий. Директор ИГИ АН СССР (1939—1948), впоследствии Института нефти АН СССР |
| Губкин Иван Михайлович      | 1934 год          | 1939 год             | Организатор советской нефтяной геологии. Академик АН СССР (1929), вице-президент АН СССР (1936), председатель Азербайджанского филиала Академии Наук CCCP (1936—1939). Лауреат премии им. В. И. Ленина (1931). Депутат Верховного Совета СССР 1-го созыва (1937). Организатор и первый директор Института горючих ископаемых АН СССР (впоследствии ИГиРГИ). |